# Vitis saccharifera
Vitis saccharifera är en vinväxtart som beskrevs av Tomitaro Makino och Matsumura. Vitis saccharifera ingår i släktet vinsläktet, och familjen vinväxter. Utöver nominatformen finns också underarten V. s. yokugurana.